# Diocesi di Zarzela
La diocesi di Zarzela (in latino: Dioecesis Zarzelensis) è una sede soppressa e sede titolare della Chiesa cattolica.

## Storia
Zarzela, identificabile Kasimler nell'odierna Turchia, è un'antica sede episcopale della provincia romana della Pisidia nella diocesi civile di Asia. Faceva parte del patriarcato di Costantinopoli ed era suffraganea dell'arcidiocesi di Antiochia.
La diocesi è documentata nelle Notitiae Episcopatuum del patriarcato di Costantinopoli fino al XII secolo.
Tre sono i vescovi attribuiti da Michel Le Quien a questa antica diocesi. I primi due, Teodoro, che prese parte al primo concilio ecumenico celebrato a Nicea nel 325, e Macedone, che partecipò al concilio di Costantinopoli del 381, in realtà appartenevano rispettivamente alle diocesi di Vasada e di Xanto.
Esclusi dunque i primi due vescovi, resta solo Massimino, documentato dal 451 al 458. Era assente al concilio di Calcedonia; nella solenne seduta del 25 ottobre 451 fu rappresentato dal suo metropolita Pergamio, che sottoscrisse al suo posto la professione di fede calcedonese. Lo stesso Massimino sottoscrisse nel 458 la lettera dei vescovi della Pisidia all'imperatore Leone I dopo la morte del patriarca Proterio di Alessandria.
Dal 1933 Zarzela è annoverata tra le sedi vescovili titolari della Chiesa cattolica; il titolo finora non è mai stato assegnato.

## Cronotassi dei vescovi greci
- Massimino † (prima del 451 - dopo il 458)